# Российский комитет действия
Российский комитет действия — коалиционное движение российской оппозиции в изгнании, сформированное 20 мая 2022 года на II Антивоенной конференции «Форума свободной России» в Вильнюсе, Литва. Движение было основано Гарри Каспаровым и Михаилом Ходорковским.
Гарри Каспаров перечислил три основных постулата программного документа: признание того, что нападение на Украину — «преступная война»; что его развязал «нелегитимный режим Путина»; и признание территориальной целостности Украины, включая Крым, Донецкую и Луганскую области.
Российским комитетом действия предлагается:
- обеспечить возмещение Украине ущерба, причинённого российским вторжением на Украину;
- привлечение к ответственности всех предполагаемых военных преступников;
- трансформацию России в парламентскую федеративную республику с ограниченными централизованными полномочиями и гораздо более сильными региональными правительствами.

Предполагается, что после падения действующего режима россияне в течение двух лет изберут учредительное собрание, чтобы принять новую конституцию и определить новую систему региональных органов власти. Однако в краткосрочной перспективе, прежде чем эта ассамблея сможет собраться, потребуется переходный государственный совет с законодательными полномочиями для надзора за временным технократическим правительством. Его ядро будет состоять из россиян, приверженных верховенству закона, тех, кто публично отрёкся от войны.
Представители Российского комитета выступали за создание Worldview ID — так называемого «паспорта хорошего русского» для тех, кто выступает против вторжения России на Украину.
21 августа находящийся в изгнании бывший депутат Илья Пономарёв зачитал вслух манифест Национальной республиканской армии (НРА), призывающий к вооружённым действиям против режима Путина. Манифест был обнародован после убийства Дарьи Дугиной, ответственность за которое также взяла на себя НРА. Пономарёв поддержал и убийство Дугиной, и манифест. 22 августа Российский комитет заявил о категорическом несогласии с такой позицией и об отказе от приглашения политика на Конгресс свободной России.
С 31 августа по 2 сентября 2022 года в Вильнюсе состоялся конгресс с участием западных политиков.
В совместной статье «Не бойтесь смерти Путина!» (Don’t Fear Putin’s Demise), опубликованной в 20.01.2023 в журнале Foreign Affairs, Г. Каспаров и М. Ходорковский указали на роль РКД: «Российский комитет действия, коалиция оппозиционных групп в изгнании, которую мы учредили в мае 2022 года, стремится обеспечить справедливое возмещение Украине ущерба, причиненного путинской агрессией, привлечение к ответственности всех военных преступников и трансформацию России из мошеннической диктатуры в парламентскую федеративную республику».
21 ноября 2023 года Генпрокуратура РФ признала деятельность РКД нежелательной на территории Российской Федерации.